# Clàssica de Sant Sebastià 2004
La Clàssica de Sant Sebastià 2004, 24a edició de la Clàssica de Sant Sebastià, és una cursa ciclista que es va disputar el 7 d'agost de 2004. El vencedor final fou l'espanyol Miguel Ángel Martín Perdiguero, de l'equip Saunier Duval-Prodir, seguit pels italians Paolo Bettini i Davide Rebellin.

## Classificació general
|    | Ciclista                    | Equip                     | Temps      |
| -- | --------------------------- | ------------------------- | ---------- |
| 1  | Miguel Ángel Martín (ESP)   | Saunier Duval-Prodir      | 5h 18' 35" |
| 2  | Paolo Bettini (ITA)         | Quick Step-Davitamon      | m. t.      |
| 3  | Davide Rebellin (ITA)       | Team Gerolsteiner         | m. t.      |
| 4  | Marcos Serrano (ESP)        | Liberty Seguros           | m. t.      |
| 5  | José Alberto Martínez (ESP) | Bodysol-Relax-Fuenladrada | m. t.      |
| 6  | Ivan Basso (ITA)            | Team CSC                  | + 6"       |
| 7  | Georg Totschnig (AUT)       | Team Gerolsteiner         | m. t.      |
| 8  | Rik Verbrugghe (BEL)        | Lotto-Domo                | + 1' 19"   |
| 9  | Constantino Zaballa (ESP)   | Saunier Duval-Prodir      | + 1' 35"   |
| 10 | Markus Zberg (SUI)          | Team Gerolsteiner         | + 1' 39"   |